# 正福寺 (東村山市)

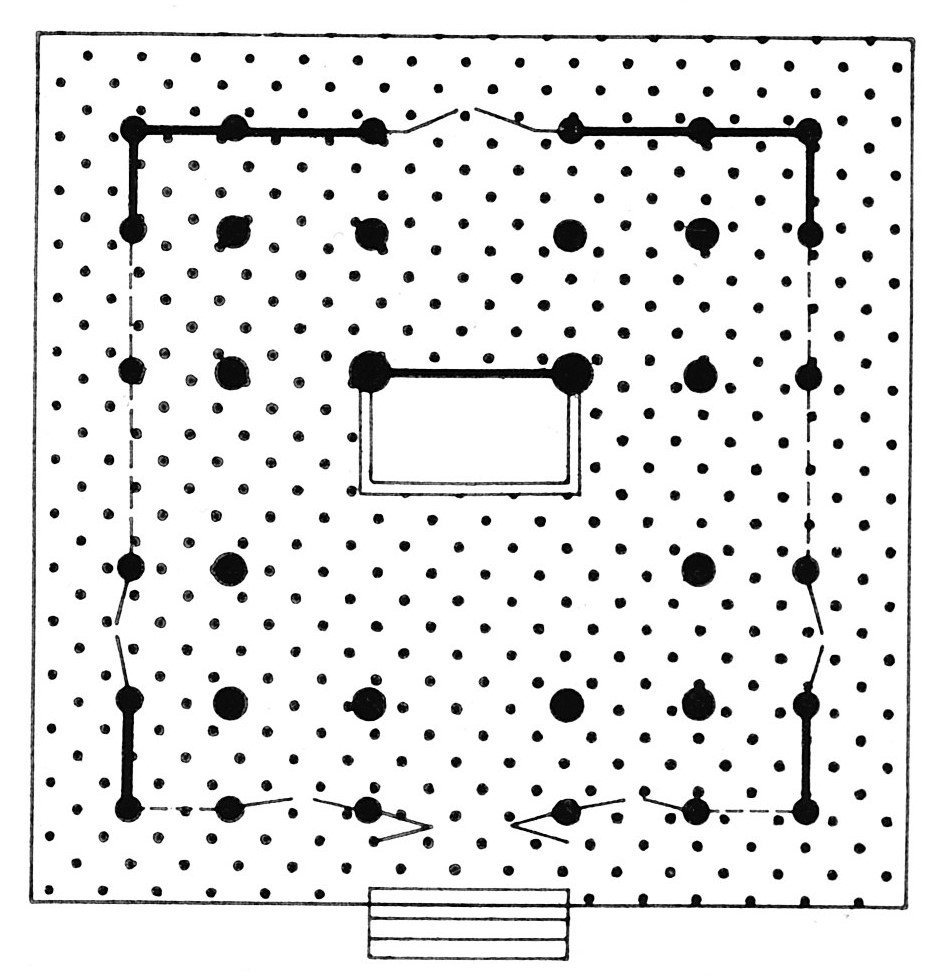
地蔵堂平面図
外側の柱列は裳階柱で、その一間内側の方三間（三間×三間）の部分が身舎。身舎中央の後寄りに来迎柱を立て、仏壇を構える。身舎と裳階の間に仕切りはなく、全体を一続きの土間とする。

正福寺（しょうふくじ）は、東京都東村山市にある臨済宗建長寺派の禅宗寺院。山号は金剛山。本尊は千手千眼観音。

## 歴史
創建年代については不詳であるが、鎌倉時代中期に鎌倉の建長寺僧石渓心月の開山により創建されたと伝えられ、開基については執権北条時頼とする説と北条時宗とする説がある。
室町時代の応永14年（1407年）建立とされる地蔵堂は、建造物として国宝の指定を受けている。

## 文化財

### 国宝
正福寺地蔵堂 - 1952年3月29日国宝指定
禅宗様仏殿の代表作の一つ。尾垂木の墨書から室町時代の応永14年（1407年）の建立と知られる。同時代の建築である鎌倉の円覚寺舎利殿と規模・形式が近似している。内部には本尊地蔵菩薩像のほか、多数の地蔵菩薩の小像が安置されている。
入母屋造、杮葺、一重裳階（もこし）付き。正面、側面ともに3間の身舎（もや）の周囲に1間の裳階が付いた形式で、平面はほぼ正方形である。入母屋造の屋根の端部が反り上がった外観は禅宗様特有のものである。内部は土間で、間仕切りのない一体の空間とし、天井は裳階部分は垂木をそのまま見せ、内陣中央は鏡天井とする。礎盤上に柱を立て、柱間にも組物を置いて詰組とする点、花頭窓・桟唐戸・貫を多用する点など、構造・意匠ともに禅宗様の特色が顕著に見られる。
茅葺であったが1933年（昭和8年）の解体修理に際して建築当初の柿葺に戻された。国立歴史民俗博物館には断面模型がある。
鎌倉街道沿いにあり、外部は常時見学可能、年一回の地蔵祭には内部も公開される。

### 市有形文化財
山門

### 市有形民俗文化財
貞和の板碑
都内最大級の板碑。現在のシチズングランドの前を通る小河川、前川の橋桁に使われていた。近隣の徳蔵寺には同様に板碑が保存されている。

## ギャラリー
- 公道より山門を望む（2010年6月撮影）
- 山門より地蔵堂を望む
- 正面の桟唐戸（2010年6月撮影）
- 桟唐戸接写（2010年6月撮影）
- 軒下の組物を詰組（密に配置する）とするのが禅宗様の特色（2010年6月撮影）
- 身舎軒裏の扇垂木（2010年6月撮影）
- 身舎中央の鏡天井
- 身舎西側の天井構架
- 須弥壇と本尊地蔵菩薩像
- 堂内背面、左の柱列より外側が裳階部